# کاترین مایسنر
کاترین مایسنر (به آلمانی: Katrin Meißner) (زادهٔ ۱۷ ژانویهٔ ۱۹۷۳) شناگر اهل آلمان شرقی است.